# Pleurotaenium eugeneum
Pleurotaenium eugeneum là một loài Song tinh tảo trong họ Desmidiaceae, thuộc chi Pleurotaenium.